# Adorazione dei pastori Allendale
L'Adorazione dei pastori o anche Natività Allendale (dal cognome degli antichi proprietari) è un dipinto a olio su tavola (90,8x110,5 cm) di Giorgione, databile al 1500-1505 circa e conservato nella National Gallery of Art a Washington.

## Storia

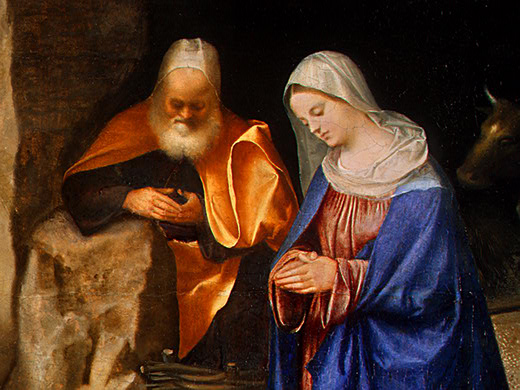
Dettaglio

L'opera era nelle collezioni del cardinale Fesch a Roma, che vennero messe all'asta nel 1845. La tavola di Giorgione finì a Parigi e poi in Inghilterra, dove entrò nelle collezioni dei baroni di Allendale a Bretton Hall, nello Yorkshire. Nel 1937 fu di nuovo messa in vendita e, acquistata dai Duveen Brothers, fu comprata da Samuel H. Kress, che nel 1939 ne fece dono alla nascente galleria nazionale americana.
Lo scenario venne ripreso dalla Pala di Asolo di Lorenzo Lotto nel 1506, per cui si è soliti datare l'opera al 1500-1505, vicino alla Sacra Famiglia Benson della quale riprende alcuni elementi compositivi. Come molte delle opere di Giorgione l'attribuzione è ormai consolidata, ma talvolta messa in dubbio, proponendo i nomi di Giovanni Bellini o del giovane Tiziano.

## Descrizione e stile
L'opera si può dividere in due parti: a destra la grotta scura della natività, dove si trova la Sacra Famiglia raccolta e verso la quale si affacciano i due pastori; a sinistra si trova un ampio paesaggio, con qualche piccolo episodio di quotidianità. Qualche cherubino appare in alto, vicino al soffitto della grotta.
La luce diventa ora incidente, sulle vesti luccicanti, in special modo quella di Giuseppe, ora tenue e soffusa. Tipicamente giorgionesca è la predominanza del colore, che determina il volume delle figure, steso in strati sovrapposti senza il confine netto dato dal contorno, che tendono così a fondere soggetti e paesaggio: si tratta degli effetti atmosferici del tonalismo che ebbe proprio nel maestro di Castelfranco uno dei fondamentali interpreti.